# Kvinnens plass
Kvinnens plass är en norsk svartvit dramafilm med science fiction-inslag från 1956. Den regisserades av Nils R. Müller och i huvudrollerna som det unga journalistparet ses  Lars Nordrum och Inger Marie Andersen.

## Handling
Journalisten Tore Haugen återvänder till Norge från USA. Han förälskar sig i journalisten Tore Næss och upptäcker snart att han fått arbete på samma tidning som hon. Næss visar framfötterna och utvecklas till en stjärnreporter, medan Haugen är en medelmåtta. När de får barn tillsammans uppstår frågan vem som ska offra sin karriär för att vara hemma med barnet. Haugen finner sig snart väl i sin roll som hemmapappa.

## Rollista
- Lars Nordrum – Tore Haugen
- Inger Marie Andersen – Tore Ness
- Harald Aimarsen – anställd på tidningen
- Haakon Arnold
- Pål Bang-Hansen – anställd på tidningen
- Odd Borg – Per, Journalist
- Wilfred Breistrand – redaktionsmedarbetare
- Hilde Brenni
- Lalla Carlsen – pensionatsvärdinna
- Kari Diesen
- Oscar Egede-Nissen – man som har sett ett ufo
- Helge Essmar – chefssekreteraren
- Jack Fjeldstad – försäkringsagenten
- Dan Fosse – man som har sett ett ufo
- Hilde Grythe – Tores och Tores barn
- Turid Haaland – mor
- Knut M. Hansson – anställd på tidningen
- Willie Hoel – Teodor
- Ella Hval – Fru Steffensen
- Mette Lange-Nielsen
- Erik Lassen – anställd på tidningen
- Per Lillo-Stenberg – anställd på tidningen
- Erling Lindahl – redaktionsmedarbetare
- Fridtjof Mjøen – redaktören
- Kari Neegård
- Siri Rom – servitris
- Aud Schønemann – fröken Stjernhol
- Erna Schøyen
- Eugen Skjønberg
- Rolf Søder – man som har sett ett ufo
- Kirsten Sørlie

## Om filmen
Kvinnens plass producerades av bolaget NRM-Film AS med Nils R. Müller som produktionsledare och Bjarne Stokland som produktionschef. Müller regisserade filmen och skrev också manus tillsammans med Eva Seeberg. Per Gunnar Jonson var fotograf och Müller klippare. Musiken komponerades av Egil Monn-Iversen och Bjørn Woll. Filmen hade premiär den 8 mars 1956 i Norge.